# Andrea Sperling
Andrea Sperling ist eine US-amerikanische Filmproduzentin.

## Leben und Wirken
Sperling studierte Filmtheorie, -geschichte und -kritik an der University of California in Santa Barbara unter anderem bei Gregg Araki. Nach ihrem Abschluss gewann Araki sie für die Arbeit an der Tragikomödie The Living End, im Anschluss produzierten die beiden gemeinsam die Trilogie Teen Apocalypse, wovon jedoch nur Nowhere in den deutschen Kinos ausgestrahlt wurde. 2003 war sie an der Produktion des Kurzfilms D.E.B.S. beteiligt, aus diesem entstand der Langfilm Spy Girls – D.E.B.S., der Drei Engel für Charlie parodiert. Von 2014 bis 2019 war sie als Produzentin für die mehrfach prämiert Fernsehserie Transparent tätig und produzierte mindestens 42 Folgen.
Sperling ist Mitglied von Power Up, eine Non-Profit-Organisation, die auf lesbische Frauen in Film und Fernsehen aufmerksam machen will.
2007 wurde Sperling für ihre Tätigkeit in Power Up und ihre LGBTQ-Filme mit dem Frameline Award ausgezeichnet. 2014 wurde sie in die Academy of Motion Picture Arts and Sciences berufen.
Sperling war mit der Filmregisseurin Jamie Babbit, mit der sie zwei Kinder erzieht, liiert.

## Filmografie (Auswahl)
- 1993: Totally Fucked Up
- 1993: Terminal USA
- 1995: The Doom Generation
- 1996: Color of a Brisk and Leaping Day
- 1997: Fame Whore
- 1997: Nowhere
- 1998: Freak Weather
- 1998: Desert Blue
- 1999: Weil ich ein Mädchen bin (But I’m a Cheerleader)
- 2001: Stuck (short)
- 2002: Pumpkin
- 2002: Scumrock
- 2003: D.E.B.S. (Kurzfilm)
- 2004: Spy Girls – D.E.B.S. (D.E.B.S.)
- 2004: A Memoir to My Former Self (Kurzfilm)
- 2005: Starcrossed
- 2005: Harsh Times – Leben am Limit (Harsh Times)
- 2005: The Quiet – Kannst du ein Geheimnis für dich behalten? (The Quiet)
- 2007: If I Had Known I Was a Genius
- 2007: Itty Bitty Titty Committee
- 2008: Adventures of Power
- 2010: Sympathy for Delicious
- 2010: Kaboom
- 2011: Like Crazy
- 2012: Breaking the Girls
- 2012: Versuchung – Kannst du widerstehen? (Nobody Walks)
- 2012: Smashed
- 2013: Breathe In – Eine unmögliche Liebe (Breathe In)
- 2014: All the Wilderness
- 2014–2019: Transparent (Fernsehserie, 42 Folgen)
- 2015: Bleeding Heart
- 2016: The Skinny (Fernsehserie, sechs Folgen)
- 2016–2017: I Love Dick (Fernsehserie, acht Folgen)
- 2017: Professor Marston & The Wonder Women
- 2018: Spivak

## Auszeichnungen (Auswahl)
Sundance Filmfestival 2012
- Preisträgerin des Special Jury Prize für Smashed[7]

Primetime Emmy 2016
- Nominierung in der Kategorie Beste Comedyserie für Transparent

BAFTA Fernsehpreis 2017
- Nominierung in der Kategorie International für Transparent